# Hilltop Youth

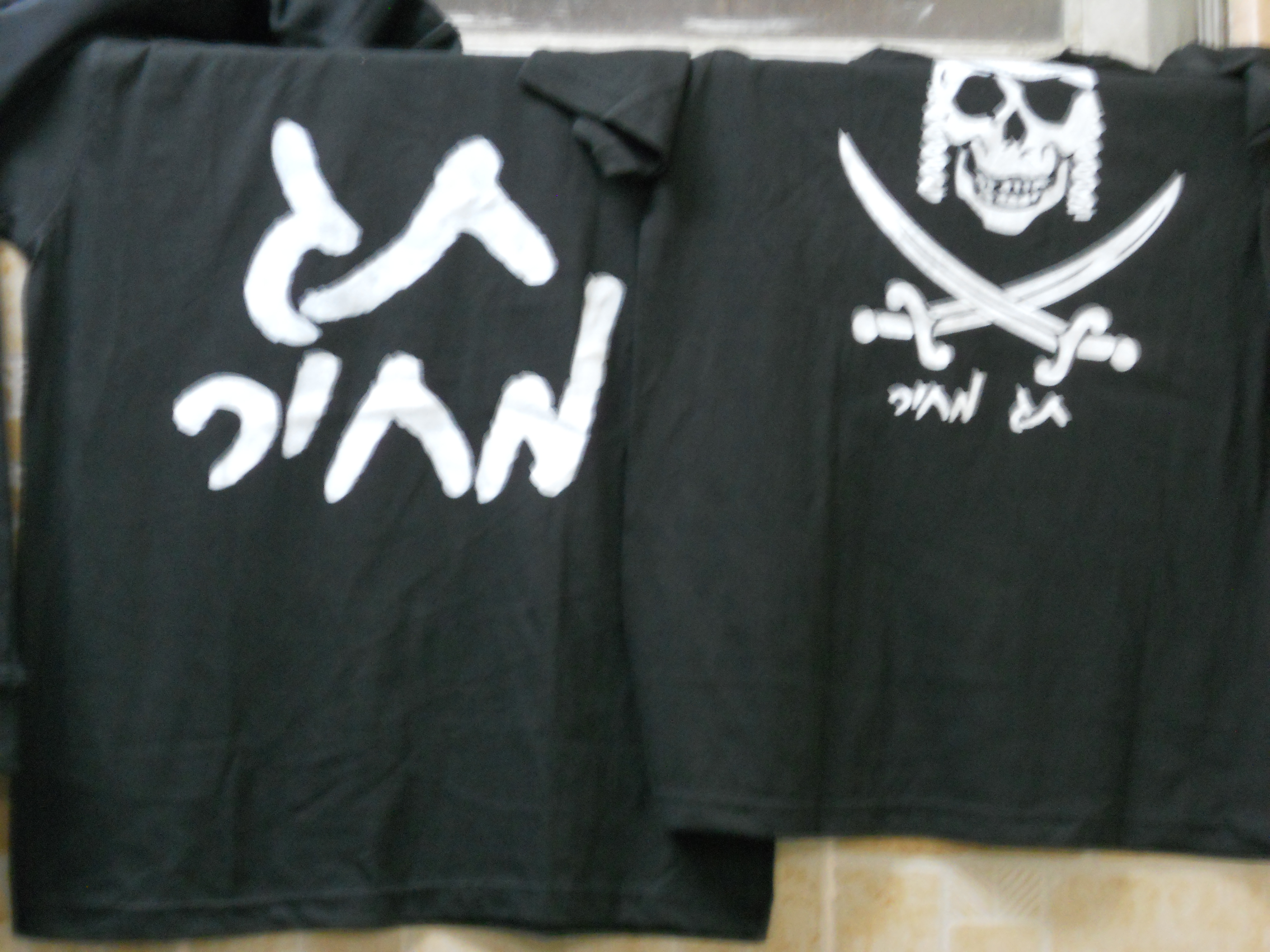
T-Shirts mit dem Schriftzug „Preisschild“. Der Schädel mit Schläfenlocken und Kippa sowie gekreuzten Schwertern wurde auch auf (schwarzen) Fahnen in Baladim zur Schau gestellt

Als Hilltop Youth, „Hügeljugend“ (hebräisch נוער הגבעות Noar haGvaot; auch: „Hilltop Youths“, „Hilltop Movement“), bezeichnet man einige Hundert militante Jugendliche aus der israelischen Siedlerbewegung, die allerdings weder organisiert sind noch sich selbst als einheitliche Bewegung verstehen. In Israel sind sie medial sehr präsent, weil man sie als die Hauptverantwortlichen für die sogenannten „Price Tag“-Attacken („Preisschild“-Attacken) auf Palästinenser sieht.

## Name und Entstehung

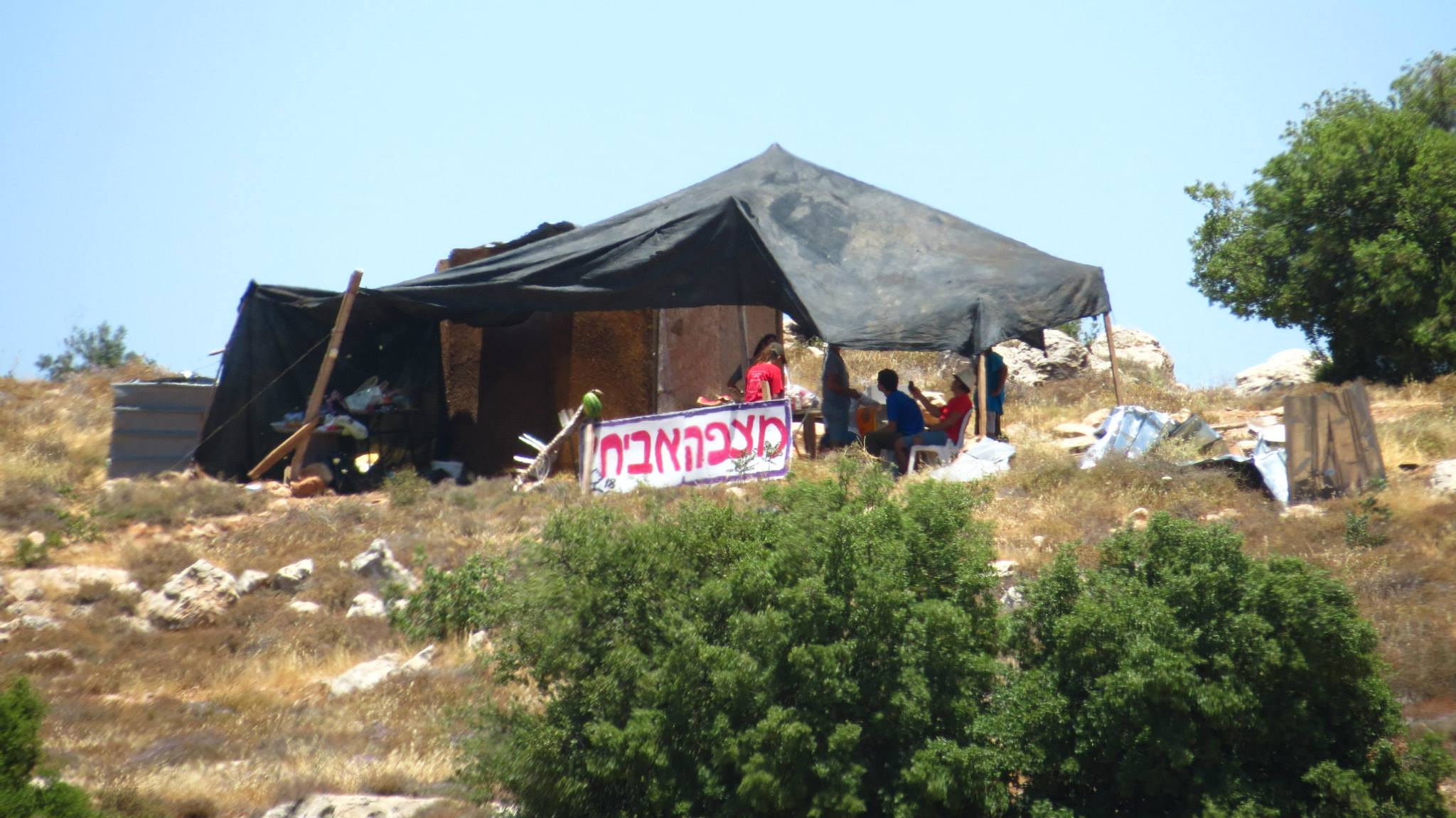
Der mittlerweile geräumte Vorposten Mizpe Avichay nahe Hebron

Unter israelischen Siedlungen im Westjordanland, die nach internationalem Recht sämtlich als illegal angesehen werden, unterscheidet man in Israel „echte“ Siedlungen, die nach israelischer Ansicht legal sind, und sogenannte „Outposts“ („Vorposten“), die auch nach israelischer Ansicht illegal sind. Diese Vorposten werden aus strategischen Gründen auf Hügelkuppen erbaut. 
Nach der Zweiten Intifada im Herbst 2000 und der Räumung der israelischen Siedlungen im Gazastreifen um 2005 begannen junge israelische Familien ab 2012 erstmals wieder damit, größere Zahlen illegaler Vorposten auch im Westjordanland zu errichten. Eine weitere Gruppe, die von Anfang an mit dem Bau von Vorposten auffiel, waren die Hilltop Youths, die zahlenmäßig die jungen Familien bald überholen sollten. Die meisten von ihnen sind keine Nachkommen von älteren Siedlergenerationen, sondern Schulabbrecher aus dem israelischen Staatsgebiet. Bis 2003 waren bereits rund 70 solcher Outposts bekannt; Ende 2023, nachdem einige dieser Outposts bereits zu „Siedlungen“ umdeklariert worden waren, existierten neben den 146 Siedlungen 144 davon. Shimi Friedman beschreibt, wie zehn junge Leute über Nacht den so genannten „Flaggen-Outpost“ erbauten, von dem sie genau wussten, dass die Grenzpolizei ihn am nächsten Tag abreißen würde. Sein einziger Zweck war, „da zu sein“.
Hilltop Youths tragen permanent den Tallit Katan und andere äußerliche Zeichen strenger Religiosität. Diese pittoreske Erscheinung und ihr alternativer Lebensstil mit Gitarre und Biolandbau brachten ihnen in der Öffentlichkeit zunächst manche Sympathien ein. Das änderte sich mit dem Bekanntwerden von Hassverbrechen gegen Palästinenser.
Der Outpost Baladim nahe der Westbank-Siedlung Kochav Haschachar, in dem einige Dutzend junge Männer zeitweise kampierten, war nach Einschätzung des Schin Bet ein Zentrum der Hilltop Youth. Von dieser Basis aus unternahmen sie Angriffe auf Palästinenser, linksgerichtete Israelis und Soldaten. Im Sommer 2017 wurde die illegale Kleinsiedlung geräumt.

## Selbstverständnis
Der Hilltop-Jugendliche Akiva HaKohen definierte Hilltop Youths wie folgt:
„[Hilltop Youths] sind junge Burschen, für gewöhnlich 14 aufwärts, die aus persönlichen Gründen beschlossen haben, die normalen (…) Hochschulen oder Schulen (…) zu verlassen. (…) Aber der gemeinsame Nenner all dieser Burschen ist, dass es ihnen wirklich viel bedeutet, was in Eretz Israel abgeht; das heißt, sie leben nicht einfach nur ihr Leben und warten darauf, zur Armee zu gehen und Kinder zu bekommen und zu arbeiten und Enkel zu bekommen und so weiter: Sie wollen Israel voranbringen, wollen Erlösung von Eretz Israel fortsetzen.“
Danach sind Hilltop Youths primär besonders kompromisslose religiöse Zionisten, die für ihre Überzeugungen typischerweise sogar die Schule abgebrochen haben. Die International Crisis Group hat entsprechend ihren ganzen Lebensstil auf das Bestreben hin aufgeschlüsselt, weiteres Land für Israel zu erschließen: Hilltop Youths bringen oft Schafe und Ziegen mit sich, um bei Weidegängen Anspruch auf große Landflächen erheben zu können, unternehmen archäologische Grabungen, um die jüdische Vergangenheit des Landes ans Licht zu bringen, bauen behelfsmäßige Synagogen, Mikwen und Tora-Schulen, um das Land provisorisch zu judaisieren; ähnlich gehört zu ihren harmloseren Akten des Vandalismus, Mesusot an Gebäude zu nageln.
Die extremeren „Price Tag“-Attacken der Hilltop Youths stoßen international und auch in Israel auf wenig Sympathie. Manche israelische Politiker bezeichnen sie offiziell als „Terrorismus“. Auch in der etablierteren Siedlerbewegung ist man der Ansicht, dass sie dem zionistischen Projekt mehr schaden als nützen, weil sie drohen, das israelische Siedlungsprojekt insgesamt zu delegitimieren. Einige Hilltop-Aktivisten warben daher im Oktober 2017 mit einer Videobotschaft um Unterstützung in der israelischen Gesellschaft. Darin stellten sie ihre Liebe zum Land Israel dar, die sich in einem harten Leben, im Hausbau und in der Kultivierung des Bodens äußere. Einen asketischen und kommunitären Lebensstil, isoliert in illegalen Camps auf Hügeln in der Westbank, schrieb auch Carlo Aldrovandi der Hilltop Youth zu. Das Vorbild seien die biblischen Hebräer.

## Religion

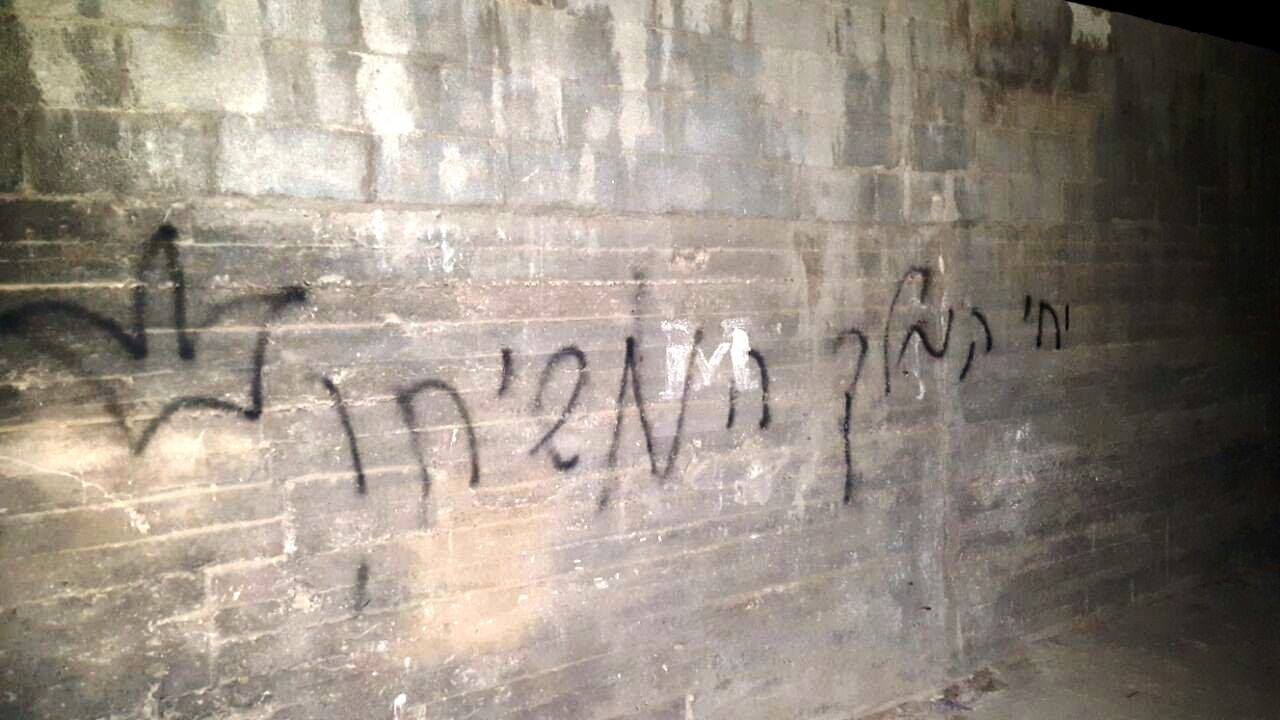
Schriftzug „Lang lebe der König Messias!“ an einer Hauswand in Duma, 31. Juli 2015

Weil Hilltop Youths keine einheitliche Bewegung sind, gibt es kein in sich geschlossenes „religiöses Hilltop-System“. Einige typische Positionen lassen sich aber identifizieren:
- Das Land Israel („Eretz Israel“) und das jüdische Volk gehören untrennbar zusammen. Solange Landstriche in Israel noch nicht von Juden bewohnt sind (var.: solange Juden noch nicht auf ihm Ackerbau treiben), ist dieser Landstrich und das Land als Ganzes „unerlöst“ und muss erst von Juden erlöst werden. Dies lässt sich der Tora entnehmen.[24] Die meisten Rabbinern jedoch verfälschen dies oder stellen es nicht klar genug dar, weshalb die Tora die einzige absolute Autorität ist und man nur auf ausgewählte Rabbiner vertrauen kann (besonders wichtig: Meir Kahane, Yitzchak Ginsburgh, Eliezer Melamed).[25][26][27][28]
- Der Staat Israel hat dieses Projekt verraten und ist auch darüber hinaus grundsätzlich zu einem demokratischen und damit quasi-heidnischen Staat entartet. Auch die etablierte Siedlerbewegung ist verweichlicht. Die Erlösung des Landes muss daher nun von überzeugten Einzelpersonen durch den Bau von Vorposten auch gegen den Staat fortgesetzt werden (Staatsverweigerung).[29][30][31][32]
- Gewalt gegen Nicht-Juden (inklusive Tötung) ist nicht nur erlaubt, sondern geboten, um die Erlösung des Landes voranzutreiben.[33][34][35][36] Dazu gehört herkömmliche Siedlergewalt; darüber hinaus wird Hilltop Youths auch ein großer Teil der sogenannten „Price Tag“-Attacken zugeschrieben.

Gelegentlich wird die Ansicht vertreten, dass die Hilltop Youths auch mit ihrer typischen gehäkelten Kippa und den betonten Schläfenlocken ihre rebellischen religiösen Ansichten zum Ausdruck bringen wollen.
Shimi Friedman allerdings ist in einer der bisher nur zwei erschienenen Monographien zu diesem jugendkulturellen Phänomen zu einem sehr anderen Ergebnis gelangt: Er beschreibt es als eine jugendliche Subkultur nur vage religiöser gesellschaftlicher Aussteiger ohne gefestigte Ideologie, für die der Umzug ins palästinensische Gebiet umgekehrt primär Ausdruck des Willens zur Selbstfindung ist. Auch ihre Landnahmen habe man sozusagen nur als Externalisierungen von zu bewältigenden Entwicklungsaufgaben der Adoleszenz zu verstehen. David Rodman hat diese Friedman'schen Hilltop Youths in seiner Rezension treffend mit Peter Pans „verlorenen Jungs“ verglichen.
Diese Charakterisierung von Hilltop Youths als über die Stränge schlagende Rabauken, die sich im Westjordanland nur die Hörner abstoßen müssen, widerspricht dem bisherigen Forschungskonsens offensichtlich sehr; es ist noch abzuwarten, wie Friedmans relativ junge Analyse aufgenommen werden wird. Teilweise verwandt ist aber die Ansicht von Nikodemus Schnabel: Weil auch er die traditionell religiösen Attribute verwendenden Hilltop Youths als nur wenig religiöse Gewalttäter versteht, prägte er die Formulierung „Hooligans der Religion“. Offenbar ein erster Synthese-Versuch ist ein kürzlich erschienener Aufsatz von Samuel Peleg, in dem dieser den gewalttätigen Radikalismus von Hilltop Youths deutet als Versuche deprivierter Jugendlicher, im religiösen Extremismus einen Lebenssinn zu finden.

## Aktivitäten

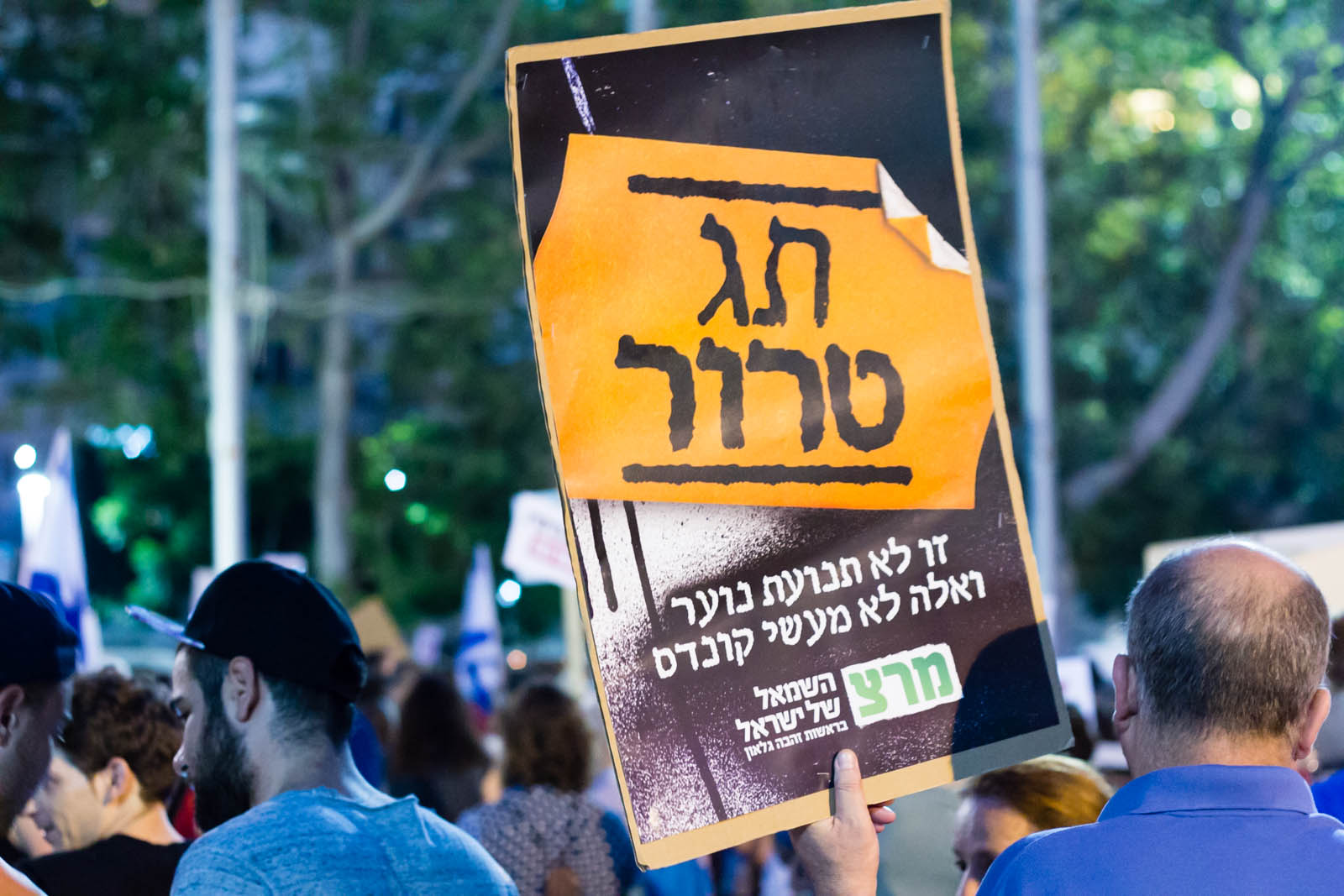
Demonstration gegen Hilltop Youths in Tel Aviv, 1. August 2015. Meretz-Plakat: „Terror-Schild [Wortspiel mit: ‚Preis-Schild‘]. Dies ist keine Jugendbewegung, und das sind keine Streiche.“

Die Gewalt eskalierte seit etwa 2010; es begann mit dem Fällen palästinensischer Olivenbäume, Steinwürfen auf palästinensische Autos und Störaktionen gegen arabische Bauern bei der Feldarbeit.
Die Aktionen werden kurzfristig verabredet und verstehen sich als Reaktion auf eine Äußerung eines bekannten Politikers, eine terroristische Attacke oder auf die Räumung einer illegalen Siedlung. Diese Art von Vergeltung wird auch als „Preisschild“-Attacke bezeichnet, der israelische Staat soll durch Akte von Vandalismus einen Preis für politische Maßnahmen zahlen. Das Ziel ist meist fußläufig erreichbar, oder es wird ein Fahrzeug organisiert. Da die Aktion des Nachts stattfindet, sind Zusammenstöße mit der israelischen Armee oder der lokalen Polizei nicht zu erwarten: „Es scheint, als ob die Ordnungskräfte die Augen verschlössen gegenüber dem, was sich da direkt vor ihrer Nase abspielt.“
Nach Einschätzung israelischer Ermittlungsbehörden vom 29. Juli 2015 gab es eine radikalisierte Gruppe innerhalb der Hilltop Youth, die seit 2013 den Sturz der israelischen Regierung plante und durch verschiedene Aktionen die „Erlösung“ herbeiführen wollte. Der Kopf dieser Gruppe sei unter Auflagen aus der Haft entlassen worden und wohne in Safed.
Einige Beispiele für Price Tag-Attacken hat 2017 die Anti-Defamation League zusammengetragen. Eine Auswahl:
- Die Aktivitäten dieser Gruppe hätten sich zunächst gegen christliche Ziele gerichtet; so wurde das katholische Kloster Deir Rafat im April 2014 verwüstet.[46][48]
- Im Mai 2014 sei versucht worden, den Israel-Besuch von Papst Benedikt XVI. zu stören, was die Behörden verhinderten.[46]
- Im November 2014 begann eine Serie von Brandanschlägen gegen palästinensische Wohnhäuser, so in Khirbet Abu Fellah und in A-Dirat.[46]
- Im Februar 2015 gab es einen Anschlag gegen ein christliches Ziel, die Dormitio-Abtei in Jerusalem.[46]
- Internationale Aufmerksamkeit erreichte die Brandstiftung in der Brotvermehrungskirche von Tabgha in der Nacht zum 18. Juni 2015.[49][50][48] Die Gruppe Rabbis for Human Rights erklärte gegenüber der Agentur Reuters, dass seit 2009 43 Hassverbrechen gegen Kirchen, Klöster und Moscheen gezählt worden seien.[51]
- In der Nacht vom 30. auf den 31. Juli 2015 wurde die palästinensische Familie Dawabsheh in Duma (Vater, Mutter und ein Kleinkind) bei einem Brandanschlag auf ihr Haus getötet; nur der fünfjährige Sohn überlebte mit schweren Verbrennungen. Ein weiteres Haus wurde gleichfalls in Brand gesetzt, doch war die siebenköpfige Familie in dieser Nacht zufällig nicht daheim.[52] Die Ereignisse in Duma waren Höhe- und Wendepunkt der Entwicklung, denn mit einem harten Vorgehen gelang es den Ermittlungsbehörden, den militanten Kern der Hilltop Youth zu verhaften und das Netzwerk zu zerschlagen.[44]

## Akteure

### Erste Generation
Einige Aktivisten wurden von israelischen Gerichten zu Haftstrafen und Geldbußen verurteilt; andere wurden aus Mangel an Beweisen freigesprochen. Der Schin Bet war zuversichtlich, das Netzwerk der ersten Generation der Hilltop Youth durch eine Reihe von Verhaftungen und Freilassungen unter Auflagen aufgelöst zu haben.

#### Meir Ettinger
Als zentrale Figur der Hilltop Youth gilt Meir Ettinger (* 1991), ein Enkel von Meir Kahane und Absolvent der Od-Yosef-Chai-Jeschiwa. Ihm wird ein im Jahr 2015 viel geteilter Text zugeschrieben, in dem unter anderem dazu aufgerufen wird, eine Regierung zu stürzen, die sich dem Wiederaufbau des Tempels und der wahren und vollständigen Erlösung in den Weg stellt.
Nach einer Welle von Angriffen auf Palästinenser und andere Nichtjuden im Jahr 2015 wurde Ettinger als Hauptverdächtiger festgenommen. Nach zehnmonatiger Untersuchungshaft wurde er im Juni 2016 unter Auflagen wieder freigelassen, ohne dass Anklage erhoben worden wäre. Der Schin Bet verzichtete darauf, die Untersuchungshaft zu verlängern, veranlasste aber, dass Ettinger „wegen der Gefahr, die gegenwärtig von ihm ausgeht“ Jerusalem und die West Bank nicht betreten durfte, sich täglich melden und eine Reihe von Kontaktverboten befolgen musste. Ein Gericht in Petach Tikwa verurteilte Ettinger im November 2017 zusammen mit zwei weiteren Aktivisten wegen eines Angriffs mit Steinwürfen auf palästinensische Zivilisten im Dorf Burin, der bereits 2014 stattgefunden hatte.

#### Moshe Orbach
Ein Gericht in Rehovot verurteilte Moshe Orbach (* 1991) aus Bnei Brak im März 2016 zu zweieinhalb Jahren Haft, von denen sechs Monate auf Bewährung ausgesetzt wurden. Orbach hatte ein Manifest, betitelt „Königreich des Bösen“, verfasst und in Umlauf gebracht. Darin rief er zu Gewalt und Terror gegen Nichtjuden in Israel und im Westjordanland auf und erläuterte im Detail, wie palästinensische Häuser angezündet und die Bewohner an der Flucht gehindert werden könnten. Das Ziel sei, den Opfern möglichst schwere Schäden zuzufügen. Ein Exemplar des Manifests wurden bei den Ermittlungen nach dem Anschlag in Tabgha sichergestellt.
Orbach war für den Schin Bet kein Unbekannter. Gemeinsam mit Yinon Reuveni gehörte er zu einer Zelle, die seit 2014 mehrere Hassverbrechen ausführte. Im April 2014 verwüsteten sie das Kloster Deir Rafat. Am Ende des Jahres verübten sie Brandanschläge auf palästinensische Häuser, wandten sich aber 2015 wieder christlichen Stätten als Ziel zu.

#### Yinon Reuveni
Im Dezember 2017 wurde Yinon Reuveni (* 1995) vom Bezirksgericht in Nazareth wegen der Brandstiftung in Tabgha zu sechs Jahren Haft verurteilt (die in Untersuchungshaft verbrachten 2 ½ Jahre wurden darauf angerechnet); zwei Jahre wurden zur Bewährung ausgesetzt. Zusätzlich sollte er 50 000 NIS (12 500 Euro) Schadensersatz zahlen. Reuvenis Anwalt legte dagegen Berufung ein; das Oberste Gericht verschärfte am 16. August 2018 die Strafe für Reuveni um zusätzliche 18 Monate Haft, da es in der Attacke auf eine heilige Stätte eine ideologisch motivierte Straftat sah.
Reuveni wohnte in der vom Schin Bet beobachteten illegalen Kleinsiedlung Baladim. Schon vor dem Anschlag von Tabgha war gegen Reuveni wegen versuchter Brandstiftung in der Dormitio-Kirche in Jerusalem (Februar 2015) ermittelt worden.

#### Amiram Ben Uliel
Mehrere Monate nach den Morden in Duma gelang den Ermittlungsbehörden ein Durchbruch, der am 1. Dezember 2015 zur Verhaftung von Amiram Ben Uliel und einem Minderjährigen führte. Nachdem die beiden in den Verhören zunächst schwiegen, wandte der Schin Bet besondere Verhörmethoden („necessary interrogations“) an, die damit begründet wurden, dass weitere Anschläge bevorstehen könnten. So unter Druck gesetzt, gestand Ben Uliel; der Minderjährige gab verschiedene Hassverbrechen und seine Beteiligung an dem Anschlag in Duma zu, anschließend unternahm er einen Selbstmordversuch. Als Details dieser Verhörmethoden – die bei palästinensischen Untersuchungshäftlingen üblich sind – bekannt wurden, demonstrierten Aktivisten der israelischen rechten Szene.
Gegen Amiram Ben Uliel (* 1994) wurde am 3. Januar 2016 Anklage erhoben wegen dreifachen Mordes. Ben Uliel, Sohn eines Rabbiners, war in der Hilltop Youth durch verschiedene Aktionen bekannt, die aber strafrechtlich nicht ins Gewicht fielen. Er wohnte mit Frau und Kind im Outpost Adei Ad in direkter Nachbarschaft zum palästinensischen Dorf Duma.
Der Anklageschrift zufolge verabredete sich Ben Uliel mit seinem damals 17-jährigen Komplizen zu der Tat, die eine Vergeltung für die Ermordung Malachi Rosenfelds durch Palästinenser sein sollte. Ben Uliel sei mit zwei Brandsätzen zum verabredeten Treffpunkt gekommen, da aber der Jugendliche nicht erschienen sei, habe er die Tat allein ausgeführt. Er habe sich in Duma ein Haus ausgesucht, das bewohnt zu sein schien (in dieser Nacht aber leer stand), und zunächst die Schriftzüge „Rache“ und „Lang lebe der König Messias“ an die Hauswand gesprüht. Anschließend habe er den ersten Brandsatz durch ein Fenster geworfen, worauf das zweistöckige Gebäude in Brand geraten sei. Nun habe er sich dem Haus der Familie Dawabsheh zugewandt, wo es ihm gelungen sei, das Schlafzimmerfenster zu öffnen und den zweiten Brandsatz hineinzuwerfen, worauf er zu Fuß vom Tatort geflohen sei. In diesem Raum schlief die vierköpfige Familie; nur ein Junge überlebte mit schweren Brandverletzungen.
Nach dem Anschlag auf die Familie Dawabsheh zog Ben Uliel nach Jerusalem, wo er sich den Breslover Chassidim anschloss.
Im Juni erklärte ein israelisches Gericht die bei „necessary interrogations“ abgelegten Geständnisse beider Verdächtiger für nichtig. Der zur Tatzeit Minderjährige muss sich danach nur noch wegen Beteiligung an anderen Hassverbrechen verantworten. Im Juli 2018 wurde der mittlerweile 19-Jährige in den Hausarrest entlassen. Anders Ben Uliel, der sich auch zu einem späteren Zeitpunkt zu dem Anschlag in Duma bekannt hatte und dabei nach Behördenangaben über Täterwissen verfügte.

### Zweite Generation
Bei einer nächtlichen Durchsuchung eines Jerusalemer Appartements nahm die Polizei im Sommer 2017 neun Personen fest, die der zweiten Generation der Hilltop Youth zugerechnet werden. Ihnen wurden unter anderem Brandanschläge auf Autos in zwei palästinensischen Dörfern sowie Beschädigungen von Diplomatenfahrzeugen in Jerusalem zur Last gelegt.

## Sanktionen
Am 19. April 2024 beschloss der Rat der Europäischen Union Sanktionen gegen die Hilltop Youth, die als „radikale Jugendgruppe“ definiert wurde, und gegen Meir Ettlinger und Elisha Yered als führende Persönlichkeiten dieser Gruppe. Die Hilltop Youth sei „verantwortlich für schwere Menschenrechtsverletzungen oder -verstöße, einschließlich Folter und anderer grausamer, unmenschlicher oder erniedrigender Behandlung oder Strafe, sowie für schwere Verletzungen oder Verstöße gegen das Eigentumsrecht und das Recht auf Privat- und Familienleben von Palästinensern im Westjordanland.“